# Oxyurichthys microlepis
Oxyurichthys microlepis är en fiskart som först beskrevs av Bleeker, 1849.  Oxyurichthys microlepis ingår i släktet Oxyurichthys och familjen smörbultsfiskar. Inga underarter finns listade i Catalogue of Life.